# ماریوش لواندوفسکی
ماریوش لواندوفسکی (لهستانی: Mariusz Lewandowski؛ زادهٔ ۱۸ مهٔ ۱۹۷۹) یک بازیکن فوتبال اهل لهستان است.
وی همچنین در تیم ملی فوتبال لهستان بازی کرده‌است.